# Московская кругосветка

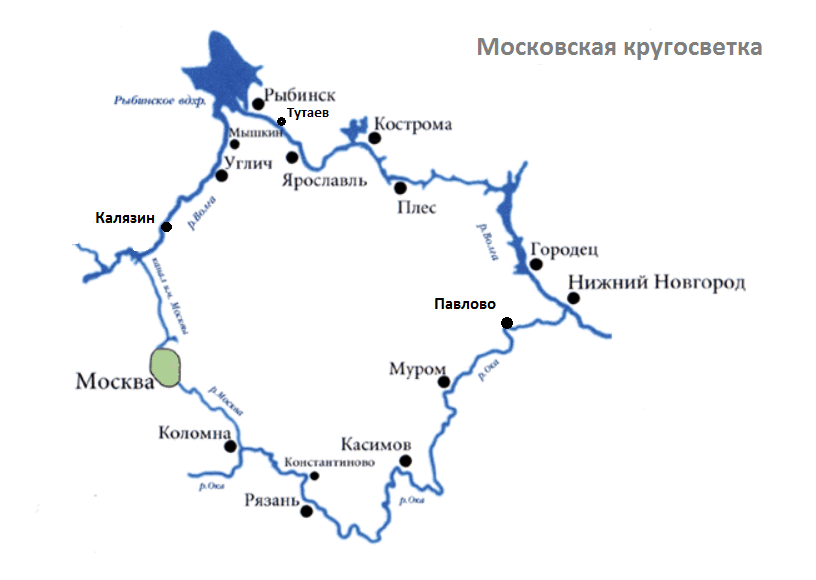
Карта Московской кругосветки

Московская кругосветка (также «Речное Золотое кольцо») — речной круиз по маршруту Москва-Нижний Новгород-Москва, единственный в мире речной кольцевой теплоходный туристский маршрут. Во время круиза протяжённостью более 1800 километров ни один речной участок не повторяется дважды. Путешествие длительностью от 9 до 15 дней берёт начало на Северном речном вокзале, а завершается на Южном речном вокзале, проходя по каналу имени Москвы, верхней Волге, Оке, Москве-реке. Обычно круиз, с учетом стоянок в городах, проходит в течение 10-12 дней. Во время круиза теплоходы делают остановки в следующих населенных пунктах (остановки в каждом круизе разные в зависимости от времени суток при прохождении городов теплоходами и от продолжительности круиза):
- на Волге — Калязин, Углич, Мышкин, Рыбинск, Тутаев, Ярославль, Кострома, Плёс, Кинешма, Городец, Нижний Новгород.
- на Оке — Павлово, Муром, Касимов, Рязань, Константиново, Коломна.

Из-за того, что маршрут круиза круговой, проходит по городам, в которых сохранились в большом количестве архитектурные памятники и частично совпадает с популярным туристическим маршрутом Золотое кольцо России, этот круиз иногда называют «Речное Золотое кольцо».

## История
Регулярное судоходство на реках Средней полосы России — Волге, Москве и Оке существовало уже в XIX веке. Уже в 1840-е годы на Волге регулярное пассажирское пароходное движение осуществлялось от Твери до Нижнего Новгорода. Но реки Москва и Ока в периоды межени часто оказывались непроходимы для большинства пароходов. У компании Самолёт существовал регулярный маршрут от Нижнего Новгорода до Рязани . В начале XX века на Оке были построены два гидроузла — Белоомутский и Кузьминский, которые позволили сделать судоходство на Оке более регулярным и выше Рязани. От Коломны до Нижнего Новгорода стали плавать пароходы с туристами. На Москве-реке в 1836—1837 годах для повышения уровня воды были построены Бабьегородская плотина и Краснохолмский шлюз. В 1873 году образовалось «Товарищество Москворецкого туерного пароходства», поставившее своей целью развить водный транспорт на реке. Товарищество к 1878 году построило шесть плотин со шлюзами. Эти плотины (Перервинская, Бесединская (ныне им. Трудкоммуны), Андреевская, Софьинская, Фаустовская и Северская) обеспечили проход судов с осадкой до 90 см от устья реки до города Москвы. В 1930-е годы был построен канал имени Москвы. После его постройки стало возможным речное пассажирское движение непосредственно из города Москвы вниз по Волге. Одновременно с этим приток воды из Волги значительно увеличил сток Москвы-реки (на 40%) и это позволило сделать регулярным судоходство и по Москве-реке от города Москва до устья. Был построен Южный речной вокзал в черте Москвы, однако планы регулярного пассажирского движения по Москве-реке и Оке были прерваны ВОВ.
После войны  пассажирские речные пароходы проекта 737, а также пароходы более ранней постройки, отправлялись в рейс с Южного речного вокзала Москвы и следовали далее по реке Москве до Коломны. Там они продолжали путь по реке Оке и спускались до города Горький (сейчас Нижний Новгород). После этого поднимались вверх по реке Волге до Дубны, после чего продолжали путь по Каналу имени Москвы, прибывая на Северный речной вокзал Москвы. Затем пароходы проходили через шлюзы 7 и 8 (в Тушино) канала имени Москвы в Тушино и попадали вновь на реку Москву, следуя по ней на Южный речной вокзал, который в годы работы линии находился не на нынешнем месте, а у причала на Даниловской набережной. Таким образом маршрут был полностью кольцевым. В 1980 году движение пароходов проекта 737 прекратилось, а вместе с этим больше не совершается и такой маршрут. Между Северным и Южным речными вокзалами движение круизных судов через центр Москвы больше не осуществляется, но название маршрута Московская кругосветка сохранилось.

## Современный маршрут
Из-за небольшой глубины Оки и Москвы-реки рейсы выполняются на теплоходах 305 проекта. Также для этого маршрута предполагалось использовать первый теплоход, построенный в современной России — теплоход «Сура».